# 부탁해 마이멜로디의 등장인물 목록
다음은 부탁해! 마이멜로디의 등장인물 목록이다.

## 인간계
유메노 우타
성우 - 카타오카 아즈카/정미숙/소연/전숙경
본 애니메이션의 또다른 주인공. 유메노가오카 학원 중등부 2학년 3반에 재학중이며 음악부 소속이다. 생일은 11월 19일. 
우타는 최초의 인간계 친구가 된다. 쿠로미 멜로디 키의 희생자가 된 최초의 사람이다.  
코구레 카케루
성우 - 사와시로 미유키/故 윤현정/이지환
우타의 친구와 플랫의 가장 친한 친구. 카케루는 어릴때부터 그녀를 알고있다. 
유메노 마사히로
성우 - 시미즈 히로시/안장혁/변영희
우타의 아버지로 여행가 작가로 일한다. 
히이라기 케이이치/토끼 가면
성우 - 오키아유 료타로/최원형/변영희
유메노 우타의 학교 선배로 히이라기 기업의 손자. 주로 리무진을 타고 학교에 등교한다.

## 마리랜드 요정
마이 멜로디
성우 - 사쿠마 레이/최은애/양정화/전숙경
본 애니메이션의 주인공으로 마리랜드에 사는 토끼 요정이다. 귀를 덮는 분홍색 후드를 입고있다.